# Klebepresse

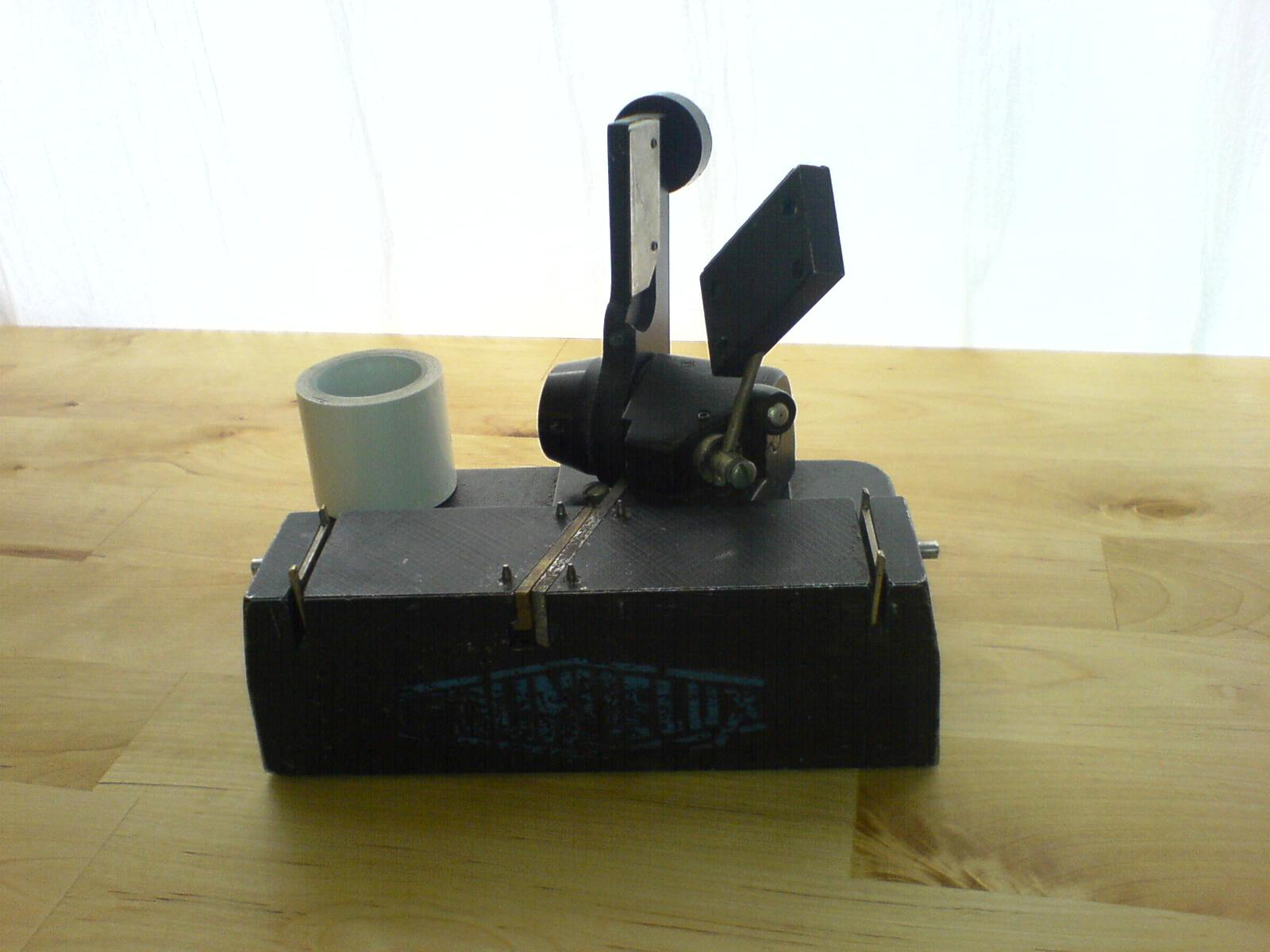
Klebegerät nach Carlos Rivas für 35-mm-Magnetfilm

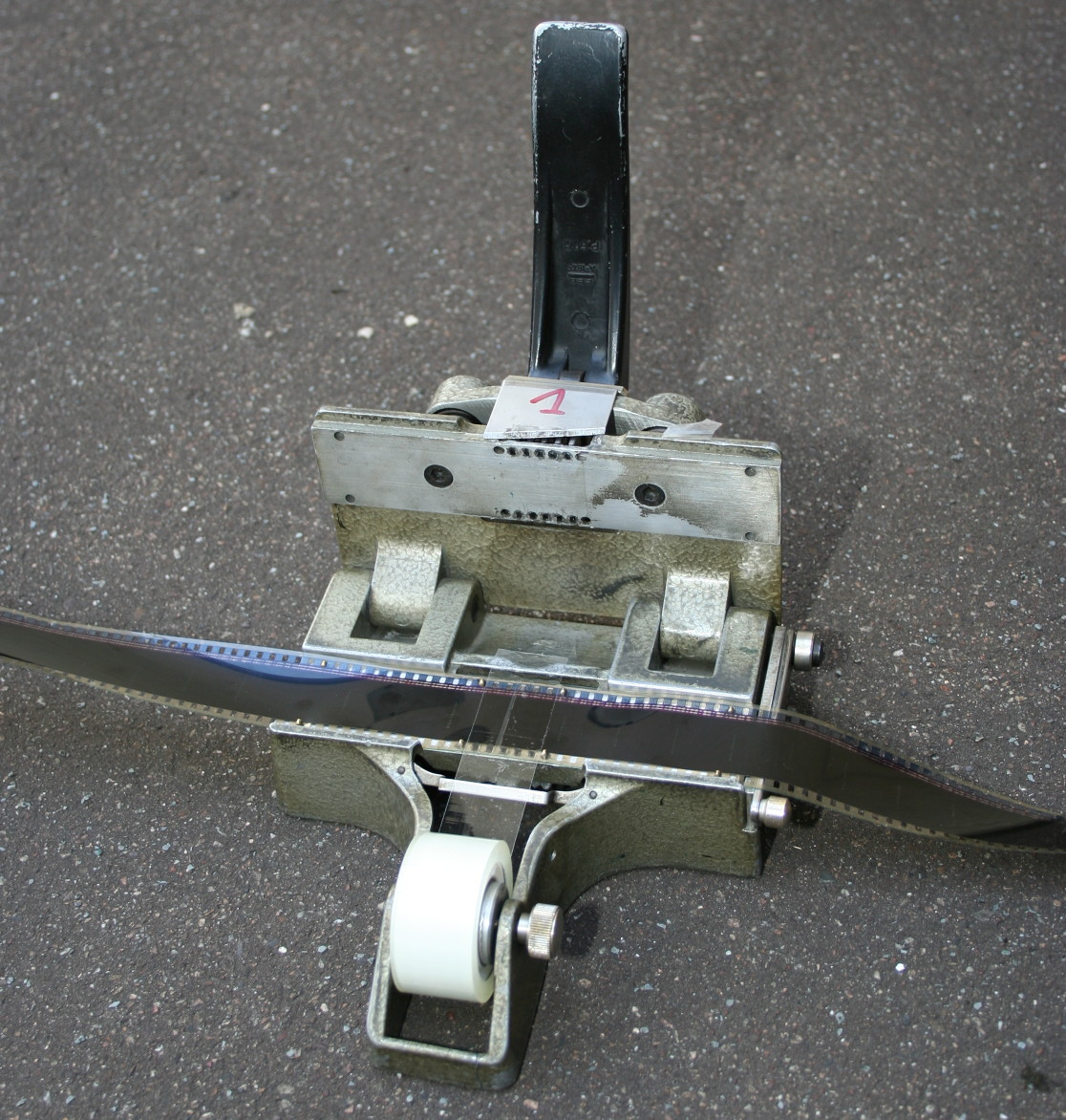
Trockenklebepresse für 35-mm-Film

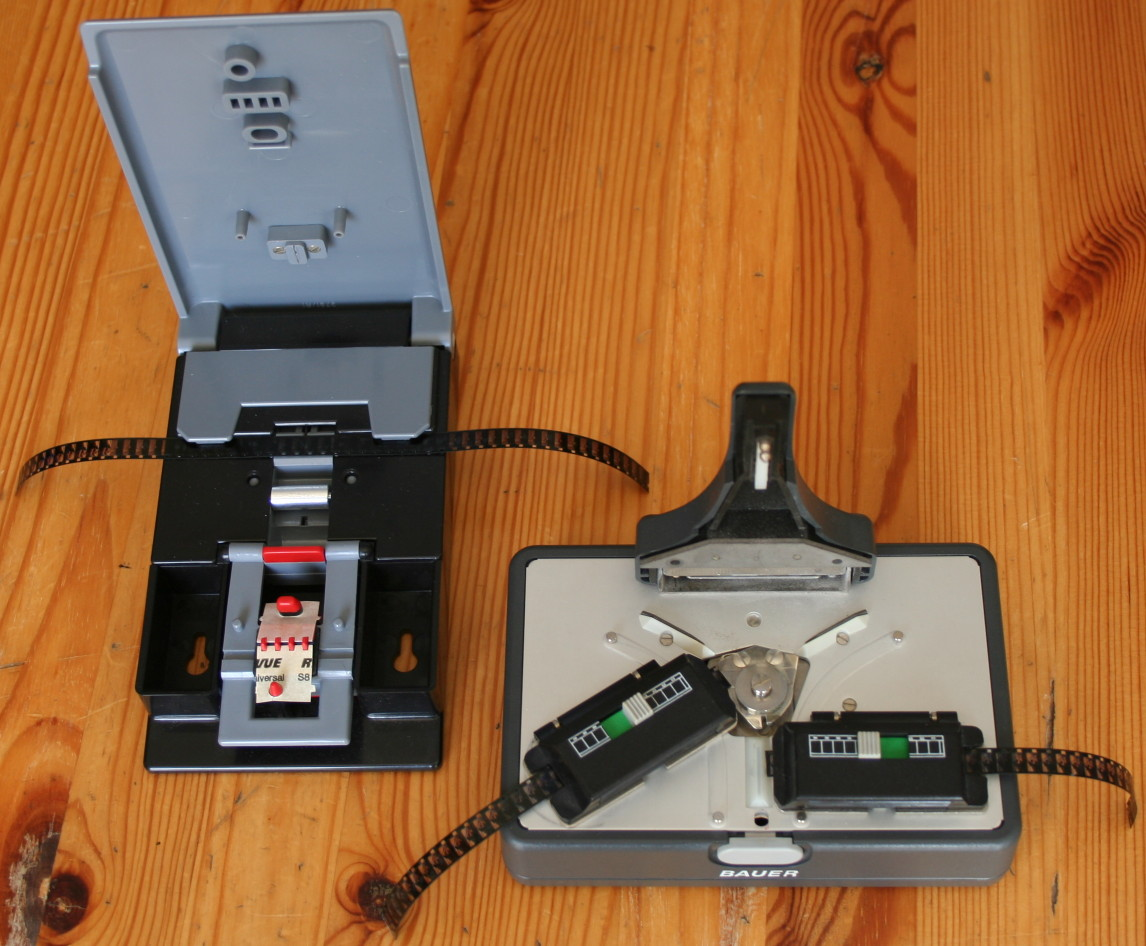
Trocken- und Nassklebepresse für Super-8-Film

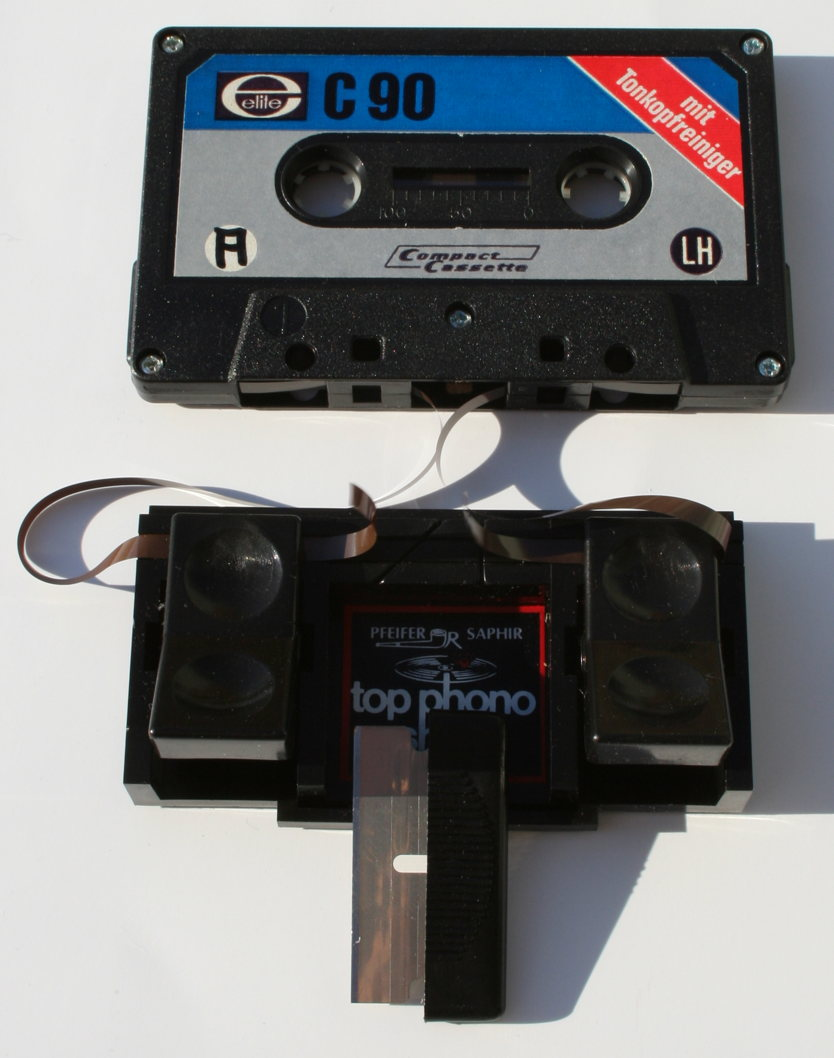
Trockenklebepresse für Compact-Cassetten

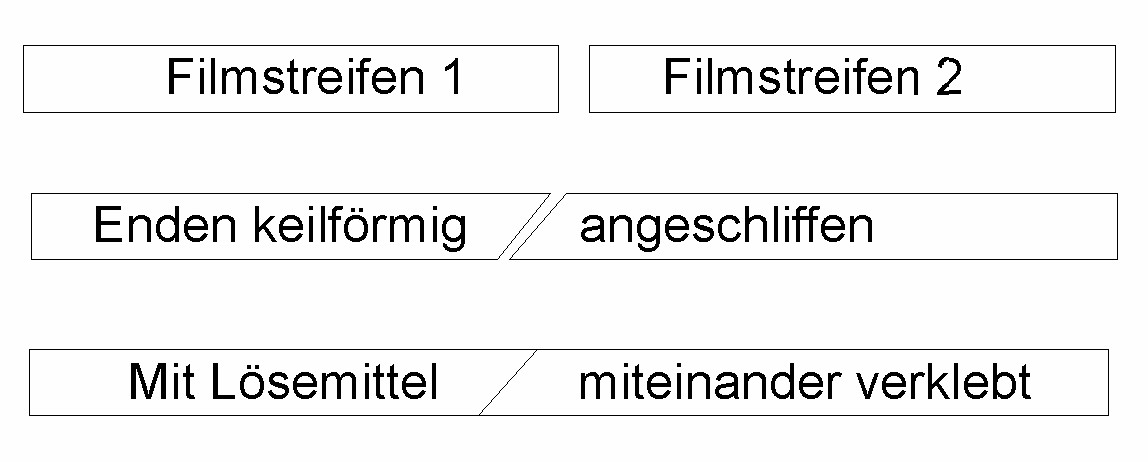
Nasskleben von Filmen (Schema)

Eine Klebepresse wird verwendet, um Film- oder Tonbandstücke miteinander zu verbinden. Klebepressen werden für alle Film- und Tonbandformate gebaut. Es wird unterschieden zwischen der 
- Nassklebepresse, in welcher die beiden Filmenden mit Filmkitt (einem Lösemittelgemisch) verklebt werden (nachdem von einer Seite die Bildträgerschicht abgetragen wurde), und der
- Trockenklebelehre, bei welcher man die Film- oder Tonbandenden mit Selbstklebeband verbindet.

Das Gerät ist als Schiene aufgebaut, worauf die zu verbindenden Filmenden in Linie gesetzt werden. Dabei greifen Passstifte in die Filmperforation, so dass die beiden Filmstreifen exakt positioniert sind. Das Klebeband, klar durchsichtig für Bild, undurchsichtig für Ton, wird über die Klebestelle gelegt und angerieben. Messer schneiden das überstehende Band ab. Dann wird der Film gewendet und die Rückseite ebenso verklebt. Zusätzlich werden beide Male die überklebten Perforationslöcher ausgestanzt. Bei den Rivas-Modellen arbeitet man mit vorperforierten Klebestreifen. Trockene Klebestellen lassen sich wieder öffnen, womit man aufs einzelne Phasenbild genau schneiden und montieren kann. 
Seit den Anfängen wird zum Filmschnitt mit zunehmend verbesserten Klebepressen gearbeitet. Wurde zunächst einfach die Emulsion auf dem überlappenden Filmstück angefeuchtet und mit einem Messer abgeschabt, so ergab sich spätestens mit der Verbreitung des Schmalfilms die Notwendigkeit zu saubereren Klebemethoden. Bei der Doppelkeilmethode werden beide Filmenden mittels eines in die Klebepresse integrierten Schabers mit Geradeführung keilförmig zugerichtet, so dass die Klebestelle im Idealfall nur unwesentlich dicker als der Film ist. Ende der 1930er Jahre entwickelte Ernst Hammann den später von der Firma Geyer in Deutschland patentierten Filmhobel, mit dem das Material ohne Schaben und den damit verbundenen unerwünschten Staub mit einer Klinge vorbereitet wird. Der Kriegsausbruch verhinderte eine Serienproduktion, diese erfolgte erst ab Ende der 1940er Jahre. Die heute noch aktuelle Weiterentwicklung des Filmhobels stellt der Hammann-Filmspalter dar.
Es gibt gewöhnliche und geheizte Nassklebepressen, mit denen das Kleben rascher vor sich geht. Letztere sind vor allem in den USA in Mode. In Europa werden sie kaum verwendet.
Durch den Einsatz der digitalen „Filmmontage“ am Computer mit Programmen ist der Einsatz von Arbeitskopien und ihr materielles Kleben im Rückzug begriffen und wird zunehmend nur noch von Liebhabern der Handarbeit ausgeübt.
Klebepressen werden allerdings nach wie vor im Kino verwendet, sowohl bei Filmrissen, aber vor allem beim Zusammensetzen der Filme aus den einzelnen Akten durch den Filmvorführer. Selbstverständlich kommen Filmklebepressen auch in Filmarchiven zum Einsatz. Das verbesserte Modell M 3 Special von CIR, Dr. Leo Catozzo, das sich auch auf geschrumpften Film einjustieren lässt, erhielt den begehrten Technik-Oscar.

## Hersteller von Klebepressen
- Agfa, München; 16 mm, Normal-8, Super-8
- Arnold & Richter Cine Technik, München; 65 mm, 35 mm, 16 mm, Super-8 ?
- Bauer, Stuttgart-Untertürkheim; 35 mm, 16 mm, Normal-8, Super-8
- Bell & Howell, Chicago; 35 mm, 16 mm, Normal-8, Super-8
- Braun; Super-8
- Catozzo Industria, Rom; 70 mm, 35 mm, 16 mm, 9,5 mm, Normal-8, Super-8
- Cineamex, Teufenthal; 16 mm, Super-8
- Kodak, Rochester; 35 mm, 16 mm, Normal-8, Super-8
- Eumig, Wien; 16 mm, Normal-8, Super-8
- Fujica, Tokio; Single-8
- Geyer, Berlin; 35 mm, 16 mm
- Hähnel, Irland; Normal-8, Super-8
- Hammann, Amorbach; 70 mm, 65 mm, 35 mm, 16 mm, 9,5 mm, Super-8
- Hudson Photographic Industries, Irvington; 35 mm, 16 mm, Normal-8, Super-8
- Ising, Bergneustadt; Normal-8, Super-8
- LPL, Japan; Single-8
- Lytax, Freiburg im Breisgau; 35 mm
- Marguet; 35 mm, 16 mm, 9,5 mm, Normal-8, Super-8
- Meopta, Brünn; 35 mm, 16 mm, Normal-8, Super-8
- Muray; 35 mm, 16 mm, 9,5 mm, Normal-8, Super-8
- Paillard-Bolex, Ste-Croix; 16 mm, 9,5 mm, Normal-8, Super-8
- Pathé, Paris; 35 mm, 28,5 mm («Kok»), 17,5 mm («Rural»), 9,5 mm
- Pathex, Düsseldorf; 9,5 mm
- Plank, Nürnberg; 16 mm, Normal-8, Super-8
- Premier, London; 35 mm, 16 mm
- Theilemann, München; 35 mm
- Rivas, Hollywood; 35 mm, Split, 16 mm
- Union, Berlin; 35 mm, 16 mm
- Würker, Oberndorf am Neckar
- Zeiss-Ikon, Stuttgart; Super-8